# Persone di nome Victor
| Questa pagina contiene informazioni ricavate automaticamente dalle voci biografiche con l'ausilio del template Bio e di un bot. L'aggiornamento è periodico e automatico e ricostruisce completamente la pagina. Se manca una persona in questa lista, sei pregato di non aggiungerla, ma accertati piuttosto che la sua voce biografica contenga il template Bio e che i dati anagrafici siano correttamente compilati. Se il template Bio manca, inseriscilo tu stesso o, in alternativa, metti l'avviso {{tmp\|Bio}} che ne segnala la mancanza. Se i dati riportati sono sbagliati, correggi direttamente la voce biografica; le modifiche saranno visibili in questa lista entro pochi giorni. Per chiarimenti vedi il progetto antroponimi. La lista contiene solo le 502 persone che sono citate nell'enciclopedia e per le quali è stato implementato correttamente il template Bio. Pagina aggiornata al 6 ago 2025. |

Questa è una lista di persone presenti nell'enciclopedia che hanno il nome Victor, suddivise per attività principale.

## Agenti segreti(1)
- Victor Marchetti, agente segreto e scrittore statunitense (Hazleton, n. 1929 - Ashburn, † 2018)

## Agronomi(1)
- Victor Pulliat, agronomo francese (Chiroubles, n. 1827 - † 1896)

## Allenatori di calcio(7)
- Victor Aguado, allenatore di calcio e ex calciatore messicano (Città del Messico, n. 1960)
- Vic Akers, allenatore di calcio e ex calciatore inglese (Londra, n. 1946)
- Vic Crowe, allenatore di calcio e calciatore gallese (Abercynon, n. 1932 - † 2009)
- Victor Gibson, allenatore di calcio e calciatore inglese (Woolwich, n. 1888 - Ruislip, † 1958)
- Vic Nurenberg, allenatore di calcio e calciatore lussemburghese (Niedercorn, n. 1930 - † 2010)
- Victor Pițurcă, allenatore di calcio e ex calciatore romeno (Orodel, n. 1956)
- Victor Manuel Vucetich, allenatore di calcio messicano (Tampico, n. 1955)

## Allenatori di calcio a 5(1)
- Victor Hermans, allenatore di calcio a 5, ex giocatore di calcio a 5 e ex calciatore olandese (Maastricht, n. 1953)

## Allenatori di football americano(1)
- Vic Fangio, allenatore di football americano statunitense (Dunmore, n. 1958)

## Allenatori di pallacanestro(1)
- Kaleb Canales, allenatore di pallacanestro statunitense (Laredo, n. 1978)

## Alpinisti(1)
- Victor de Cessole, alpinista, filantropo e fotografo francese (Nizza, n. 1859 - Nizza, † 1941)

## Ammiragli(3)
- Victor Crutchley, ammiraglio inglese (Chelsea, n. 1893 - Nettlecombe, † 1986)
- Victor Baptistin Sénès, ammiraglio francese (Tolone, n. 1857 - Capo Santa Maria di Leuca, † 1915)
- Victor Marie d'Estrées, ammiraglio francese (Parigi, n. 1660 - Parigi, † 1737)

## Antropologi(1)
- Victor Turner, antropologo scozzese (Glasgow, n. 1920 - † 1983)

## Arbitri di calcio(1)
- Victor Gomes, arbitro di calcio sudafricano (Johannesburg, n. 1982)

## Archeologi(1)
- Victor Guérin, archeologo e geografo francese (Parigi, n. 1821 - Parigi, † 1890)

## Architetti(9)
- Victor Baltard, architetto francese (Parigi, n. 1805 - Parigi, † 1874)
- Victor Bourgeois, architetto e urbanista belga (Charleroi, n. 1897 - Bruxelles, † 1962)
- Victor Delefortrie, architetto francese (Lilla, n. 1810 - Amiens, † 1889)
- Victor Gruen, architetto austriaco (Vienna, n. 1903 - Vienna, † 1980)
- Victor Horta, architetto belga (Gand, n. 1861 - Bruxelles, † 1947)
- Victor Jamaer, architetto belga (Bruxelles, n. 1825 - Bruxelles, † 1902)
- Victor Laloux, architetto francese (Tours, n. 1850 - Parigi, † 1937)
- Victor Leplus, architetto francese (Lilla, n. 1798 - Lilla, † 1851)
- Victor Louis, architetto francese (Parigi, n. 1731 - † 1800)

## Arcieri(2)
- Victor Thibault, arciere francese (Parigi, n. 1867 - Saillans, † 1941)
- Vic Wunderle, arciere statunitense (Lincoln, n. 1976)

## Arcivescovi cattolici(5)
- Victor Abagna Mossa, arcivescovo cattolico della Repubblica del Congo (Makoua, n. 1946)
- Victor Barnuevo Bendico, arcivescovo cattolico filippino (Roxas City, n. 1960)
- Victor Colomban Dreyer, arcivescovo cattolico francese (Rosheim, n. 1866 - Vigny, † 1944)
- Victor Lyngdoh, arcivescovo cattolico indiano (Wahlang, n. 1956)
- Victor Sánchez Espinosa, arcivescovo cattolico messicano (Tlancualpicán, n. 1950)

## Arpisti(1)
- Victor Salvi, arpista, liutaio e imprenditore statunitense (Chicago, n. 1920 - Milano, † 2015)

## Astronauti(1)
- Victor Glover, astronauta statunitense (Pomona, n. 1976)

## Attivisti(1)
- Victor Clément, attivista francese (Poligny, n. 1824)

## Attori(36)
- Victor Aaron, attore statunitense (Odessa, n. 1956 - † 1996)
- Victor Alfieri, attore italiano (Roma, n. 1971)
- Victor Argo, attore statunitense (New York, n. 1934 - New York, † 2004)
- Victor Arnold, attore statunitense (New York, n. 1936 - Buffalo, † 2012)
- Victor Buono, attore e comico statunitense (San Diego, n. 1938 - Apple Valley, † 1982)
- Victor Cavallo, attore, poeta e scrittore italiano (Roma, n. 1947 - Roma, † 2000)
- Victor Colicchio, attore, sceneggiatore e musicista statunitense (New York, n. 1953)
- Víctor Cámara, attore, conduttore televisivo e ex modello venezuelano (Caracas, n. 1959)
- Victor Francen, attore belga (Tienen, n. 1888 - Saint-Cannat, † 1977)
- Victor French, attore statunitense (Santa Barbara, n. 1934 - Los Angeles, † 1989)
- Victor Garber, attore canadese (London, n. 1949)
- Victor Janson, attore e regista tedesco (Riga, n. 1884 - Berlino, † 1960)
- Victor Jory, attore canadese (Dawson City, n. 1902 - Santa Monica, † 1982)
- Victor Kilian, attore statunitense (Jersey City, n. 1891 - Hollywood, † 1979)
- Victor Lanoux, attore e produttore teatrale francese (Parigi, n. 1936 - Vaux-sur-Mer, † 2017)
- Victor Löw, attore olandese (Amsterdam, n. 1962)
- Victor Mature, attore statunitense (Louisville, n. 1913 - Rancho Santa Fe, † 1999)
- Victor McGuire, attore britannico (Liverpool, n. 1964)
- Victor McLaglen, attore britannico (Tunbridge Wells, n. 1886 - Newport Beach, † 1959)
- Victor Meutelet, attore francese (n. 1997)
- Victor Moore, attore, regista e sceneggiatore statunitense (Hammonton, n. 1876 - Long Island, † 1962)
- Victor Ortiz, attore e pugile statunitense (Garden City, n. 1987)
- Victor Poletti, attore e scrittore italiano (Parma, n. 1949 - Modena, † 2018)
- Victor Polster, attore e ballerino belga (Bruxelles, n. 2002)
- Victor Raider-Wexler, attore e doppiatore statunitense
- Victor Rasuk, attore statunitense (New York, n. 1984)
- Victor Rebengiuc, attore e regista rumeno (Bucarest, n. 1933)
- Victor Reinier, attore e conduttore televisivo olandese (Amsterdam, n. 1963)
- Victor Rendina, attore statunitense (New York, n. 1916 - Orange, † 1985)
- Victor Sen Yung, attore statunitense (San Francisco, n. 1915 - North Hollywood, † 1980)
- Victor Slezak, attore statunitense (Youngstown, n. 1957)
- Victor Spinetti, attore britannico (Cwm, n. 1929 - Monmouth, † 2012)
- Victor Varconi, attore ungherese (Kisvárda, n. 1891 - Santa Barbara, † 1976)
- Victor Varnado, attore e comico statunitense (Gary, n. 1969)
- Victor Vina, attore francese (Saint-Maur-des-Fossés, n. 1885 - Parigi, † 1961)
- Victor Webster, attore canadese (Calgary, n. 1973)

## Avvocati(2)
- Victor Ruffy, avvocato e politico svizzero (Lutry, n. 1823 - Berna, † 1869)
- Victor Uckmar, avvocato e giurista italiano (Genova, n. 1925 - Genova, † 2016)

## Baritoni(1)
- Victor Maurel, baritono francese (Marsiglia, n. 1848 - New York, † 1923)

## Bassisti(2)
- Victor Bailey, bassista statunitense (Filadelfia, n. 1960 - † 2016)
- Victor Wooten, bassista statunitense (Hampton, n. 1964)

## Batteriologi(1)
- Victor Babeș, batteriologo e medico romeno (Vienna, n. 1854 - Bucarest, † 1926)

## Batteristi(2)
- Victor Ribas, batterista statunitense (Seattle)
- Eliot Zigmund, batterista statunitense (New York, n. 1945)

## Biologi(1)
- Victor Ambros, biologo statunitense (Hanover, n. 1953)

## Bobbisti(2)
- Victor Emery, ex bobbista e ex slittinista canadese (Montréal, n. 1933)
- Victor Verschueren, bobbista e hockeista su ghiaccio belga (n. 1893)

## Botanici(2)
- Victor Lemoine, botanico francese (Delme, n. 1823 - † 1911)
- Victor Samuel Summerhayes, botanico britannico (n. 1897 - † 1974)

## Canottieri(1)
- Victor Feddersen, canottiere danese (Gentofte, n. 1968)

## Cantanti(6)
- Vitão, cantante brasiliano (San Paolo, n. 1999)
- Victor Crone, cantante svedese (Österåker, n. 1992)
- Vic Fuentes, cantante, chitarrista e bassista statunitense (San Diego, n. 1983)
- Victor Huang, cantante malese (Kuala Lumpur, n. 1972)
- Victor Leksell, cantante svedese (Torslanda, n. 1997)
- Victor Willis, cantante, compositore e attore statunitense (Dallas, n. 1951)

## Cardinali(1)
- Victor Razafimahatratra, cardinale e arcivescovo cattolico malgascio (Ambanitsilena-Ranomasina, n. 1921 - Antananarivo, † 1993)

## Cavalieri(1)
- Victor Archenoul, cavaliere francese (La Boussac, n. 1871 - Parigi, † 1938)

## Cestisti(16)
- Victor Alexander, ex cestista statunitense (Detroit, n. 1969)
- Victor Bailey, cestista statunitense (Austin, n. 1998)
- Vic Bartolome, ex cestista statunitense (Santa Barbara, n. 1948)
- V.J. Beachem, ex cestista statunitense (South Bend, n. 1995)
- Victor Boistol, ex cestista francese (n. 1951)
- Wayne Glasgow, cestista statunitense (Dacome, n. 1926 - Bartlesville, † 2000)
- Vic Hanson, cestista, giocatore di football americano e allenatore di football americano statunitense (Watertown, n. 1903 - Syracuse, † 1982)
- Bernard King, ex cestista statunitense (Gibsland, n. 1981)
- Vic Law, cestista statunitense (South Holland, n. 1995)
- Victor Payne, ex cestista barbadiano (n. 1975)
- Victor Rudd, cestista statunitense (Los Angeles, n. 1991)
- Victor Samnick, ex cestista camerunese (Douala, n. 1979)
- Victor Sanders, cestista statunitense (Portland, n. 1995)
- Victor Mirshawka, ex cestista brasiliano (Brėst, n. 1941)
- Moritz Wagner, cestista tedesco (Berlino, n. 1997)
- Victor Wembanyama, cestista francese (Le Chesnay, n. 2004)

## Chimici(2)
- Victor Moritz Goldschmidt, chimico norvegese (Zurigo, n. 1888 - Oslo, † 1947)
- Victor Mills, chimico e inventore statunitense (Milford, n. 1897 - Tucson, † 1997)

## Chirurghi(1)
- Victor von Bruns, chirurgo tedesco (Helmstedt, n. 1812 - Tubinga, † 1883)

## Chitarristi(1)
- Victor Arduini, chitarrista statunitense (New York, n. 1963)

## Ciclisti(1)
- Victor Guernalec, ciclista francese (Châteaulin, n. 2000)

## Ciclisti su strada(11)
- Victor Campenaerts, ciclista su strada e pistard belga (Wilrijk, n. 1991)
- Victor Cosson, ciclista su strada, pistard e ciclocrossista francese (Lorges, n. 1915 - Boulogne-Billancourt, † 2009)
- Victor Doms, ciclista su strada e ciclocrossista belga
- Victor Fastre, ciclista su strada belga (Liegi, n. 1890 - Roeselare, † 1914)
- Victor Fontan, ciclista su strada francese (Pau, n. 1892 - Pessac, † 1982)
- Victor Kraenen, ciclista su strada belga (Courtrai, n. 1882)
- Victor Lafay, ciclista su strada francese (Lione, n. 1996)
- Victor Langellotti, ciclista su strada monegasco (Monaco, n. 1995)
- Victor Van Schil, ciclista su strada belga (Nijlen, n. 1939 - Nijlen, † 2009)
- Victor Vercouillie, ciclista su strada belga (Courtrai, n. 2002)
- Victor Wartel, ciclista su strada belga (Zellik, n. 1931 - Gand, † 2018)

## Collezionisti d'arte(1)
- Victor Chocquet, collezionista d'arte e mecenate francese (Lilla, n. 1821 - Parigi, † 1891)

## Compositori(10)
- Victor Bendix, compositore, pianista e direttore d'orchestra danese (Copenaghen, n. 1851 - Copenaghen, † 1926)
- Victor Dourlen, compositore francese (Dunkerque, n. 1780 - Parigi, † 1864)
- Victor Alphonse Duvernoy, compositore e pianista francese (Parigi, n. 1842 - Parigi, † 1907)
- Victor Herbert, compositore, violoncellista e direttore d'orchestra irlandese (Dublino, n. 1859 - New York, † 1924)
- Victor Massé, compositore francese (Lorient, n. 1822 - Parigi, † 1884)
- Vic Mizzy, compositore statunitense (New York, n. 1916 - Los Angeles, † 2009)
- Vic Nees, compositore, direttore di coro e organista belga (Mechelen, n. 1936 - Vilvoorde, † 2013)
- Victor Rifaut, compositore francese (Parigi, n. 1799 - Orléans, † 1838)
- Victor Schertzinger, compositore, sceneggiatore e regista statunitense (Mahanoy City, n. 1890 - Hollywood, † 1941)
- Victor Young, compositore statunitense (Chicago, n. 1899 - Palm Springs, † 1956)

## Criminali(1)
- Victor Feguer, criminale statunitense (n. 1935 - Fort Madison, † 1963)

## Critici letterari(1)
- Philarète Chasles, critico letterario, giornalista e traduttore francese (Mainvilliers, n. 1799 - Venezia, † 1873)

## Danzatori(1)
- Victor Caixeta, ballerino brasiliano (Uberlândia, n. 1999)

## Danzatori su ghiaccio(1)
- Victor Kraatz, ex danzatore su ghiaccio canadese (Berlino, n. 1971)

## Diplomatici(2)
- Victor Collin de Plancy, diplomatico e collezionista d'arte francese (n. 1853 - † 1924)
- Victor Mallet, diplomatico britannico (n. 1893 - † 1969)

## Direttori d'orchestra(1)
- Victor de Sabata, direttore d'orchestra e compositore italiano (Trieste, n. 1892 - Santa Margherita Ligure, † 1967)

## Direttori della fotografia(3)
- Victor Arménise, direttore della fotografia italiano (Bari, n. 1896 - † 1957)
- Victor Kemper, direttore della fotografia statunitense (Newark, n. 1927 - Los Angeles, † 2023)
- Victor Milner, direttore della fotografia statunitense (New York, n. 1893 - Los Angeles, † 1972)

## Dirigenti d'azienda(2)
- Victor Kugler, dirigente d'azienda tedesco (Vrchlabí, n. 1900 - Toronto, † 1981)
- Victor Lebow, dirigente d'azienda, saggista e attivista statunitense (n. 1902 - New York, † 1980)

## Dirigenti sportivi(1)
- Victor Zvunka, dirigente sportivo, allenatore di calcio e ex calciatore francese (Le Ban-Saint-Martin, n. 1951)

## Discoboli(1)
- Victor Hogan, discobolo sudafricano (n. 1989)

## Doppiatori(1)
- Vic Mignogna, doppiatore e musicista statunitense (Greensburg, n. 1962)

## Economisti(1)
- Victor Riqueti de Mirabeau, economista francese (Pertuis, n. 1715 - Argenteuil, † 1789)

## Egittologi(1)
- Victor Loret, egittologo francese (n. 1859 - † 1946)

## Entomologi(1)
- Victor Audouin, entomologo, ornitologo e aracnologo francese (Parigi, n. 1797 - Parigi, † 1841)

## Esperantisti(1)
- Victor Sadler, esperantista britannico (n. 1937 - † 2020)

## Esploratori(2)
- Victor Hayward, esploratore britannico (Antartide, † 1916)
- Victor Wolfgang von Hagen, esploratore, storico e archeologo statunitense (Saint Louis, n. 1908 - Cavriglia, † 1985)

## Fagottisti(1)
- Victor Bruns, fagottista e compositore tedesco (Seinäjoki, n. 1904 - Berlino, † 1996)

## Farmacisti(3)
- Victor Capesius, farmacista e ufficiale tedesco (Reußmarkt, n. 1907 - Göppingen, † 1985)
- Victor Augustin Dupain, farmacista e micologo francese (La Mothe-Saint-Héray, n. 1857 - La Mothe-Saint-Héray, † 1940)
- Victor Liotard, farmacista, esploratore e politico francese (Chandannagar, n. 1858 - Bordeaux, † 1916)

## Filologi(1)
- Victor Klemperer, filologo e scrittore tedesco (Landsberg an der Warthe, n. 1881 - Dresda, † 1960)

## Filosofi(3)
- Victor Considerant, filosofo, economista e scrittore francese (Salins-les-Bains, n. 1808 - Parigi, † 1893)
- Victor Cousin, filosofo francese (Parigi, n. 1792 - Cannes, † 1867)
- Victor Delbos, filosofo e storico della filosofia francese (Figeac, n. 1862 - Parigi, † 1916)

## Fisici(4)
- Hugo Benioff, geofisico e inventore statunitense (Los Angeles, n. 1899 - Los Angeles, † 1968)
- Victor Franz Hess, fisico austriaco (Schloss Waldstein, n. 1883 - Mount Vernon, † 1964)
- Victor Ninov, fisico bulgaro (Sofia, n. 1959)
- Victor Weisskopf, fisico austriaco (Vienna, n. 1908 - Newton, † 2002)

## Fondisti(1)
- Victor Borghi, fondista svizzero (Ormont-Dessous, n. 1912 - Ormont-Dessous, † 1986)

## Fumettisti(2)
- Victor Hubinon, fumettista belga (Liegi, n. 1924 - Villemy, † 1979)
- Vicar, fumettista cileno (Santiago del Cile, n. 1934 - Santiago del Cile, † 2012)

## Generali(5)
- Victor Deguise, generale belga (Liegi, n. 1855 - Ixelles, † 1925)
- Victor Février, generale francese (Grenoble, n. 1828 - Parigi, † 1908)
- Victor Léonard Michiel, generale belga (Gand, n. 1851 - Bruxelles, † 1918)
- Victor Naessens, generale belga (Egem, n. 1864 - Bruxelles, † 1954)
- Victor van Strydonck de Burkel, generale belga (Anversa, n. 1876 - Etterbeek, † 1961)

## Geologi(1)
- Victor Eyles, geologo e storico britannico (Bristol, n. 1895 - † 1978)

## Giocatori di baseball(2)
- Vic Black, giocatore di baseball statunitense (Amarillo, n. 1988)
- Vic Janowicz, giocatore di baseball e giocatore di football americano statunitense (Elyria, n. 1930 - Columbus, † 1996)

## Giocatori di calcio a 5(1)
- Victor Mello, giocatore di calcio a 5 brasiliano (n. 1990)

## Giocatori di curling(1)
- Victor Wetterström, giocatore di curling svedese (Stoccolma, n. 1884 - Stoccolma, † 1956)

## Giocatori di football americano(9)
- Vic Beasley, giocatore di football americano statunitense (Adairsville, n. 1992)
- Victor Benerius Frank, giocatore di football americano svedese
- Victor Cruz, ex giocatore di football americano statunitense (Paterson, n. 1986)
- Victor Dimukeje, giocatore di football americano statunitense (Baltimora, n. 1999)
- Victor Ferrier, ex giocatore di football americano francese (Bordeaux)
- Victor Hugo, giocatore di football americano brasiliano (n. 1988)
- Victor Jonsson, giocatore di football americano svedese
- Victor Jamal Mitchell jr., giocatore di football americano statunitense (Yokosuka, n. 1997)
- Victor Riley, giocatore di football americano statunitense (Swansea, n. 1974 - Swansea, † 2024)

## Giornalisti(2)
- Victor Noir, giornalista francese (Attigny, n. 1848 - Parigi, † 1870)
- Vic Joseph, giornalista statunitense (Cleveland, n. 1985)

## Giuristi(3)
- Victor Babiuc, giurista e politico rumeno (Răchiți, n. 1938 - † 2023)
- Désiré Dalloz, giurista e politico francese (n. 1795 - † 1869)
- Victor Ehrenberg, giurista tedesco (Wolfenbüttel, n. 1851 - Gottinga, † 1929)

## Hockeisti su ghiaccio(3)
- Victor Hedman, hockeista su ghiaccio svedese (Örnsköldsvik, n. 1990)
- Victor Rask, hockeista su ghiaccio svedese (Leksand, n. 1993)
- Victor Stancescu, ex hockeista su ghiaccio rumeno (Bucarest, n. 1985)

## Illustratori(1)
- Victor Togliani, illustratore, scenografo e cantante italiano (Milano, n. 1951)

## Imprenditori(3)
- David Consunji, imprenditore e politico filippino (Bataan, n. 1921 - Manila, † 2017)
- Victor Hammer, imprenditore statunitense (New York, n. 1901 - † 1985)
- Victor Montagliani, imprenditore e dirigente sportivo canadese (n. 1965)

## Ingegneri(5)
- Victor Cambon, ingegnere e giornalista francese (Lione, n. 1852 - Parigi, † 1927)
- Victor Contamin, ingegnere francese (Parigi, n. 1840 - † 1893)
- Vic Hayes, ingegnere olandese (Surabaya, n. 1941)
- Victor Scheinman, ingegnere e imprenditore statunitense (Augusta, n. 1942 - Petrolia, † 2016)
- Victor Szebehely, ingegnere ungherese (Budapest, n. 1921 - Austin, † 1997)

## Insegnanti(1)
- Victor Daimaca, docente romeno (Drobeta-Turnu Severin, n. 1892 - Bucarest, † 1969)

## Judoka(3)
- Victor Maduro, judoka (n. 1964)
- Victor Penalber, judoka brasiliano (Rio de Janeiro, n. 1990)
- Victor Sterpu, judoka moldavo (n. 1999)

## Letterati(1)
- Henri Rochefort, letterato, giornalista e politico francese (Parigi, n. 1831 - Aix-les-Bains, † 1913)

## Librettisti(1)
- Victor Léon, librettista e scrittore austriaco (n. 1858 - Vienna, † 1940)

## Linguisti(1)
- Victor Golla, linguista statunitense (Santa Rosa, n. 1939 - Trinidad, † 2021)

## Lottatori(2)
- Victor Ciobanu, lottatore moldavo (Florești, n. 1992)
- Victor Dolipschi, lottatore rumeno (Bucarest, n. 1950 - Bucarest, † 2009)

## Mafiosi(1)
- Victor Orena, mafioso statunitense (New York, n. 1934)

## Maratoneti(2)
- Victor Kimutai, maratoneta e mezzofondista keniota (n. 1987)
- Victor Kiplangat, maratoneta e fondista di corsa in montagna ugandese (n. 1999)

## Matematici(3)
- Victor D'Hondt, matematico e giurista belga (Gand, n. 1841 - Gand, † 1901)
- Victor Guillemin, matematico statunitense (Boston, n. 1937)
- Victor Puiseux, matematico e astronomo francese (Argenteuil, n. 1820 - Frontenay, † 1883)

## Medici(5)
- Victor Batarseh, medico e politico palestinese (Betlemme, n. 1935)
- Victor Chang, medico cinese (Shanghai, n. 1936 - Sydney, † 1991)
- Victor André Cornil, medico francese (Cusset, n. 1837 - Mentone, † 1908)
- Victor McKusick, medico e genetista statunitense (n. 1921 - Towson, † 2008)
- Victor Antoine Signoret, medico e entomologo francese (Parigi, n. 1816 - Parigi, † 1889)

## Micologi(1)
- Victor Fayod, micologo svizzero (n. 1860 - Blois, † 1900)

## Militari(3)
- Victor Campbell, militare e esploratore britannico (Brighton, n. 1875 - Corner Brook, † 1956)
- Victor Hugo Girolami, militare e aviatore italiano (Roma, n. 1910 - Cielo della Marmarica, † 1940)
- Victor Loche, militare e naturalista francese (Mandres, n. 1806 - Bona, † 1863)

## Mineralogisti(1)
- Victor Leopold Ritter von Zepharovich, mineralogista austriaco (Vienna, n. 1830 - Praga, † 1890)

## Mountain biker(1)
- Victor Koretzky, mountain biker, ciclocrossista e ciclista su strada francese (Béziers, n. 1994)

## Musicisti(7)
- Victor Démé, musicista e cantautore burkinabé (Bobo-Dioulasso, n. 1962 - Bobo-Dioulasso, † 2015)
- Dr Victor, musicista sudafricano
- Victor Manuelle, musicista e cantante statunitense (New York, n. 1967)
- Victor Guillermo Ramos Rangel, musicista e compositore venezuelano (Cúa, n. 1911 - Caracas, † 1986)
- Victor Sogliani, musicista italiano (Modena, n. 1943 - Bellusco, † 1995)
- Ticklah, musicista, disc jockey e produttore discografico statunitense (Brooklyn)
- Vic Juris, musicista e chitarrista statunitense (Jersey City, n. 1953 - Livingston, † 2019)

## Naturalisti(1)
- Victor Brooke, naturalista britannico (n. 1843 - † 1891)

## Nobili(5)
- Victor Bruce, IX conte di Elgin, nobile e politico scozzese (Montréal, n. 1849 - Dunfermline, † 1917)
- Victor Cavendish, IX duca di Devonshire, nobile e politico britannico (Marylebone, n. 1868 - Derbyshire, † 1938)
- Victor Grosvenor, conte di Grosvenor, nobile inglese (n. 1853 - † 1884)
- Victor Spencer, I visconte Churchill, nobile e ufficiale inglese (Londra, n. 1864 - Langlee House, † 1934)
- Victor Child Villiers, VII conte di Jersey, nobile e politico inglese (Londra, n. 1845 - Osterley Park, † 1915)

## Numismatici(1)
- Victor Tourneur, numismatico, storico e etnologo belga (Verviers, n. 1878 - Boitsfort, † 1967)

## Nuotatori(3)
- Victor Cadet, nuotatore e pallanuotista francese (Saint-Omer, n. 1878 - Lilla, † 1911)
- Victor Davis, nuotatore canadese (Guelph, n. 1964 - Sainte-Anne-de-Bellevue, † 1989)
- Victor Hochepied, nuotatore francese (Lilla, n. 1883 - Lilla, † 1966)

## Orafi(1)
- Victor Mayer, orafo e imprenditore tedesco (Pforzheim, n. 1857 - Pforzheim, † 1946)

## Ostacolisti(2)
- Victor Coroller, ostacolista e velocista francese (Rennes, n. 1997)
- Victor Ntweng, ostacolista e velocista botswano (n. 1995)

## Pallanuotisti(5)
- Victor Boin, pallanuotista, nuotatore e schermidore belga (Burcht, n. 1886 - Bruxelles, † 1974)
- Victor Busietta, pallanuotista maltese
- Victor Klees, pallanuotista e calciatore lussemburghese (Lussemburgo, n. 1907 - Lussemburgo, † 1995)
- Victor Pace, pallanuotista maltese (Sliema, n. 1907 - Sliema, † 2000)
- Victor Sonnemans, pallanuotista belga (Bruxelles, n. 1874 - Schaerbeek, † 1962)

## Partigiani(1)
- Victor Leydet, partigiano francese (Bar-sur-Seine, n. 1910 - † 1975)

## Pianisti(4)
- Victor Bach, pianista, organista e direttore d'orchestra italiano (Pizzighettone, n. 1937 - Milano, † 2018)
- Victor Beigel, pianista inglese (Londra, n. 1870 - Surrey, † 1930)
- Victor Hollaender, pianista, direttore d'orchestra e compositore tedesco (Leobschütz, n. 1866 - Hollywood, † 1940)
- Victor Staub, pianista, compositore e docente francese (Lima, n. 1872 - Parigi, † 1953)

## Piloti automobilistici(4)
- Vic Elford, pilota automobilistico britannico (Londra, n. 1935 - Plantation, † 2022)
- Victor Martins, pilota automobilistico francese (Varennes-Jarcy, n. 2001)
- Al Pease, pilota automobilistico canadese (Darlington, n. 1921 - Sevierville, † 2014)
- Vic Wilson, pilota automobilistico britannico (Drypool, n. 1931 - Gerrards Cross, † 2001)

## Piloti motociclistici(1)
- Victor Steeman, pilota motociclistico olandese (Zevenaar, n. 2000 - Faro, † 2022)

## Pistard(1)
- Victor Johnson, pistard britannico (Birmingham, n. 1883 - Birmingham, † 1951)

## Pittori(15)
- Victor Abeloos, pittore belga (Saint-Gilles, n. 1881 - Ixelles, † 1965)
- Victor Brauner, pittore rumeno (Piatra Neamț, n. 1903 - Parigi, † 1966)
- Victor Étienne Cesson, pittore e decoratore francese (Villeneuve-sur-Fère, n. 1835 - Coincy, † 1902)
- Victor Gabriel Gilbert, pittore francese (Parigi, n. 1847 - Parigi, † 1933)
- Victor Hammer, pittore, incisore e tipografo austriaco (Vienna, n. 1882 - Lexington, † 1967)
- Victor Hayden, pittore e musicista statunitense († 2018)
- Victor Emil Janssen, pittore tedesco (Amburgo, n. 1807 - † 1845)
- Victor Honoré Janssens, pittore fiammingo (Bruxelles, n. 1658 - Bruxelles, † 1736)
- Victor Leydet, pittore francese (L'Isle-sur-la-Sorgue, n. 1861 - L'Isle-sur-la-Sorgue, † 1904)
- Victor Meirelles, pittore brasiliano (Florianópolis, n. 1832 - Rio de Janeiro, † 1903)
- Victor Mottez, pittore francese (Lilla, n. 1809 - Bièvres, † 1897)
- Victor Prouvé, pittore, scultore e incisore francese (Nancy, n. 1858 - Sétif, † 1943)
- Victor Vasarely, pittore ungherese (Pécs, n. 1906 - Parigi, † 1997)
- Victor Vignon, pittore francese (n. 1847 - † 1909)
- Victor Westerholm, pittore finlandese (Turku, n. 1860 - Turku, † 1919)

## Poeti(1)
- Victor Vlad Delamarina, poeta romeno (Satu Mic, n. 1870 - Satu Mic, † 1896)

## Politici(28)
- Victor Abens, politico lussemburghese (Vianden, n. 1912 - Liegi, † 1993)
- Victor Adler, politico austriaco (Praga, n. 1852 - Vienna, † 1918)
- Albert Victor Alexander, I conte Alexander di Hillsborough, politico inglese (Weston-super-Mare, n. 1885 - Londra, † 1965)
- Vic Anciaux, politico e medico belga (Boechout, n. 1931 - Jette, † 2023)
- Victor Hugo de Azevedo Coutinho, politico portoghese (Macao, n. 1871 - Lisbona, † 1955)
- Victor Bodson, politico lussemburghese (Lussemburgo, n. 1902 - Bad Mondorf, † 1984)
- Victor Boștinaru, politico rumeno (Valea Mare, n. 1952)
- Victor Bulwer-Lytton, politico britannico (Simla, n. 1876 - Exeter, † 1947)
- Victor Ciorbea, politico, avvocato e sindacalista rumeno (Ponor, n. 1954)
- Vic Fazio, politico statunitense (Winchester, n. 1942 - † 2022)
- Victor Frazer, politico americo-verginiano (Charlotte Amalie, n. 1943)
- Victor Hope, II marchese di Linlithgow, politico britannico (Queensferry, n. 1887 - Queensferry, † 1952)
- Victor Hugues, politico francese (Marsiglia, n. 1762 - Caienna, † 1826)
- Victor Jaclard, politico francese (Metz, n. 1840 - Parigi, † 1903)
- Victor André Laurent Eynac, politico francese (Le Monastier-sur-Gazeille, n. 1886 - Parigi, † 1970)
- Victor de Laveleye, politico e tennista belga (Bruxelles, n. 1894 - Ixelles, † 1945)
- Victor Leemans, politico belga (Stekene, n. 1901 - Lovanio, † 1971)
- Victor Leydet, politico francese (Aix-en-Provence, n. 1845 - Parigi, † 1908)
- Victor Saúde Maria, politico guineense (n. 1939 - † 1999)
- Victor Marijnen, politico olandese (Arnhem, n. 1917 - L'Aia, † 1975)
- Victor Howard Metcalf, politico statunitense (Utica, n. 1853 - † 1936)
- Victor Negrescu, politico rumeno (Alba Iulia, n. 1985)
- Victor Ramahatra, politico e militare malgascio (Antananarivo, n. 1945)
- Victor Schoelcher, politico e imprenditore francese (Parigi, n. 1804 - Houilles, † 1893)
- Victor Atanasie Stănculescu, politico e generale rumeno (Tecuci, n. 1928 - Snagov, † 2016)
- Victor Thorn, politico lussemburghese (Esch-sur-Alzette, n. 1844 - Lussemburgo, † 1930)
- Victor de Tornaco, politico lussemburghese (Sterpenich, n. 1805 - Voordt, † 1875)
- Victor Amédée de La Fage, politico francese (Ougy, n. 1738 - Parigi, † 1801)

## Predicatori(1)
- Victor Houteff, predicatore statunitense (Smoljan, n. 1885 - Waco, † 1955)

## Psicologi(1)
- Victor Meyer, psicologo polacco (n. 1920 - † 2005)

## Pugili(4)
- Victor Jörgensen, pugile danese (Hjørring, n. 1924 - † 2001)
- Victor Proa, pugile messicano (Monterrey, n. 1985)
- Vic Toweel, pugile sudafricano (Benoni, n. 1928 - Sydney, † 2008)
- Victor Zilberman, ex pugile rumeno (Bucarest, n. 1947)

## Rapper(2)
- Vic Mensa, rapper statunitense (Chicago, n. 1993)
- N.O.R.E., rapper statunitense (New York, n. 1977)

## Registi(10)
- Victor Fleming, regista, direttore della fotografia e produttore cinematografico statunitense (La Cañada Flintridge, n. 1889 - Cottonwood, † 1949)
- Victor Halperin, regista, sceneggiatore e produttore cinematografico statunitense (Chicago, n. 1895 - Benton, † 1983)
- Victor Nelli Jr., regista e produttore televisivo statunitense
- Ferdinand Fairfax, regista britannico (Londra, n. 1944 - Londra, † 2008)
- Victor Salva, regista e sceneggiatore statunitense (Martinez, n. 1958)
- Victor Saville, regista, sceneggiatore e produttore cinematografico britannico (Birmingham, n. 1895 - Londra, † 1979)
- Victor Sjöström, regista, attore e sceneggiatore svedese (Silbodal, n. 1879 - Värmland, † 1960)
- Victor Stoloff, regista, sceneggiatore e produttore cinematografico russo (Tashkent, n. 1913 - New York, † 2009)
- Victor J. Tognola, regista, sceneggiatore e produttore cinematografico svizzero (Biasca, n. 1944)
- Victor Vicas, regista e sceneggiatore francese (Mosca, n. 1918 - Parigi, † 1985)

## Religiosi(1)
- Victor Scialac, religioso, insegnante e traduttore libanese (Libano - Francia)

## Rugbisti a 15(4)
- Victor Costello, ex rugbista a 15, giornalista e aviatore irlandese (Dublino, n. 1970)
- Victor Matfield, ex rugbista a 15 sudafricano (Pietersburg, n. 1977)
- Victor Ubogu, ex rugbista a 15 e imprenditore britannico (Lagos, n. 1964)
- Victor Vito, rugbista a 15 neozelandese (Wellington, n. 1987)

## Sassofonisti(1)
- Victor Edouard Busnello, sassofonista belga (Seraing, n. 1929 - Nervesa della Battaglia, † 1984)

## Scacchisti(3)
- Victor Ciocâltea, scacchista rumeno (Bucarest, n. 1932 - Manresa, † 1983)
- Victor Goglidze, scacchista georgiano (Ursatevskaia, n. 1905 - Tbilisi, † 1964)
- Victor Wahltuch, scacchista inglese (Manchester, n. 1875 - Londra, † 1953)

## Sceneggiatori(1)
- Victor Heerman, sceneggiatore e regista statunitense (Surrey, n. 1893 - Los Angeles, † 1977)

## Scenografi(2)
- Victor A. Gangelin, scenografo statunitense (Milwaukee, n. 1899 - Los Angeles, † 1967)
- Victor Kempster, scenografo statunitense (n. 1953)

## Schermidori(2)
- Victor Sintès, schermidore francese (Caen, n. 1980)
- Victor Willems, schermidore belga (Bruxelles, n. 1877 - † 1920)

## Sciatori alpini(4)
- Victor Guillot, ex sciatore alpino francese (n. 1996)
- Victor Malmström, ex sciatore alpino finlandese (n. 1991)
- Victor Muffat Jeandet, sciatore alpino francese (Aix-les-Bains, n. 1989)
- Victor Schuller, ex sciatore alpino francese (n. 1995)

## Sciatori freestyle(1)
- Victor Öhling Norberg, sciatore freestyle svedese (Tännäs, n. 1990)

## Scrittori(14)
- Victor Bérard, scrittore francese (Morez, n. 1864 - Parigi, † 1931)
- Victor Canning, scrittore britannico (Plymouth, n. 1911 - † 1986)
- Victor Gischler, scrittore statunitense
- Victor Hugo Green, scrittore e editore statunitense (New York, n. 1892 - New York, † 1960)
- Victor Heringer, scrittore e poeta brasiliano (Rio de Janeiro, n. 1988 - Rio de Janeiro, † 2018)
- Victor LaValle, scrittore statunitense (New York, n. 1972)
- Victor Lebrun, scrittore e attivista francese (Parigi, n. 1882 - Le Puy-Sainte-Réparade, † 1979)
- Victor Margueritte, scrittore francese (Blida, n. 1866 - Monestier, † 1942)
- Victor Martinez, scrittore statunitense (Fresno, n. 1954 - San Francisco, † 2011)
- Victor Sawdon Pritchett, scrittore e critico letterario britannico (Ipswich, n. 1900 - Londra, † 1997)
- Victor Segalen, scrittore e etnografo francese (Brest, n. 1878 - Huelgoat, † 1919)
- Victor Séjour, scrittore e drammaturgo statunitense (New Orleans, n. 1817 - Parigi, † 1874)
- Victor Serge, scrittore e rivoluzionario russo (Bruxelles, n. 1890 - Città del Messico, † 1947)
- Victor Whitechurch, scrittore inglese (Londra, n. 1868 - † 1933)

## Scultori(1)
- Victor Rousseau, scultore belga (Feluy, n. 1865 - Forest, † 1954)

## Snowboarder(1)
- Vic Wild, snowboarder statunitense (White Salmon, n. 1986)

## Storici(3)
- Victor Leopold Ehrenberg, storico tedesco (Altona, n. 1891 - Londra, † 1976)
- Victor Spinei, storico rumeno (Lozova, n. 1943)
- Victor Tcherikover, storico russo (n. 1894 - † 1958)

## Tennistavolisti(1)
- Victor Barna, tennistavolista ungherese (Budapest, n. 1911 - Lima, † 1972)

## Tennisti(5)
- Victor Amaya, ex tennista statunitense (Denver, n. 1954)
- Victor Vlad Cornea, tennista rumeno (Sibiu, n. 1993)
- Victor Crivoi, ex tennista rumeno (Bucarest, n. 1982)
- Víctor Estrella Burgos, ex tennista dominicano (Santiago de los Caballeros, n. 1980)
- Victor Hănescu, ex tennista romeno (Bucarest, n. 1981)

## Tiratori a segno(1)
- Victor Lindgren, tiratore a segno svedese (Sjöbo, n. 2003)

## Traduttori(1)
- Victor Derély, traduttore e scrittore francese (Parigi, n. 1840 - Parigi, † 1904)

## Trombonisti(1)
- Vic Dickenson, trombonista statunitense (Xenia, n. 1906 - New York, † 1984)

## Truffatori(1)
- Victor Lustig, truffatore ceco (Hostinné, n. 1890 - Springfield, † 1947)

## Velocisti(1)
- Victor d'Arcy, velocista britannico (Rotherhithe, n. 1887 - Città del Capo, † 1961)

## Vescovi cattolici(4)
- Victor Agbanou, vescovo cattolico beninese (Lokossa, n. 1945)
- Victor Delannoy, vescovo cattolico francese (Templeuve, n. 1824 - † 1905)
- Victor Roelens, vescovo cattolico e missionario belga (Ardooie, n. 1858 - Baudouinville, † 1947)
- Victor León Esteban San Miguel y Erce, vescovo cattolico e missionario spagnolo (Lequeitio, n. 1904 - Vitoria, † 1995)

## Vibrafonisti(1)
- Victor Feldman, vibrafonista, batterista e pianista britannico (Edgware, n. 1934 - Los Angeles, † 1987)

## Wrestler(3)
- Vic Grimes, wrestler statunitense (New York, n. 1963)
- Victor Jovica, ex wrestler e dirigente d'azienda portoricano (Metković, n. 1945)
- Victor Rivera, ex wrestler portoricano (San Lorenzo, n. 1944)

## Zoologi(2)
- Victor Fatio, zoologo svizzero (Ginevra, n. 1838 - Ginevra, † 1906)
- Victor Ernest Shelford, zoologo e ecologo statunitense (Chemung, n. 1877 - Urbana, † 1968)

## Senza attività specificata(1)
- Victor dell'Aveyron, francese (Aveyron - Parigi, † 1828)